# Aleurocanthus seshadrii
Aleurocanthus seshadrii là một loài côn trùng cánh nửa trong họ Aleyrodidae, phân họ Aleyrodinae.
Aleurocanthus seshadrii được David & Subramaniam miêu tả khoa học đầu tiên năm 1976.